# Uwłaszczenie
Uwłaszczenie – przekazanie osobie prawnej bądź fizycznej prawa własności do mienia skarbu państwa, komunalnego lub spółdzielczego. Jest ono nieodpłatne lub częściowo płatne (w przeciwieństwie do prywatyzacji).
Uwłaszczenie dokonuje się na podstawie ustawy lub przepisów wykonawczych do niej. Stanowi ono przeciwieństwo nacjonalizacji.